# Període (gen)

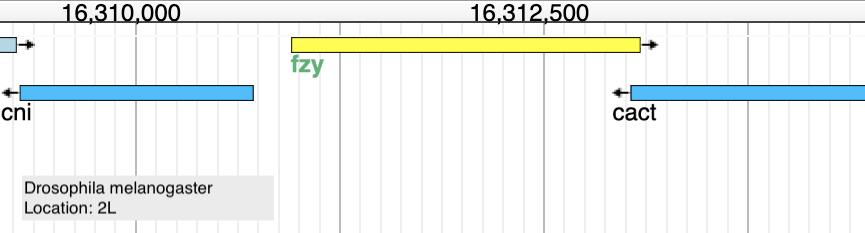
Localització del gen de Drosophila melanogaster fzy

El període (per) és un gen situat al cromosoma X de Drosophila melanogaster. Les oscil·lacions dels nivells tant per transcripció com de la seva proteïna corresponent PER tenen un període d'aproximadament 24 hores i juntes juguen un paper central en el mecanisme molecular del rellotge biològic de Drosophila impulsant els ritmes circadians en l'eclosió i l'activitat locomotora. Les mutacions en el gen per poden escurçar (perS), allargar (perL) i fins i tot abolir (per0) el període del ritme circadià.

## Descobriment
El gen del període i tres mutants (perS, perL i per0) van ser aïllats en una pantalla de mutagènesi EMS per Ronald Konopka i Seymour Benzer el 1971. Es va trobar que les mutacions perS, perL i per0 no es complementen, de manera que es va concloure que els tres fenotips es deuen a mutacions en el mateix gen. El descobriment de mutants que van alterar el període dels ritmes circadians en l'eclosió i l'activitat locomotora (perS i perL) va indicar el paper del gen per en el propi rellotge i no una via de sortida. El gen del període va ser seqüenciat per primera vegada el 1984 per Michael Rosbash i els seus col·legues. El 1998, es va descobrir que per produeix dues transcripcions (que es diferencien només per l'empalmament alternatiu d'un sol intró no traduït) que codifiquen la proteïna PER.

## Funció

### Rellotge circadià
A Drosophila, els nivells d'ARNm oscil·len amb un període d'aproximadament 24 hores, amb un màxim durant la nit subjectiva inicial. El PER per producte també oscil·la amb un període de gairebé 24 hores, arribant al màxim unes sis hores després dels nivells d'ARNm durant la nit subjectiva mitjana. Quan els nivells de PER augmenten, la inhibició de per transcripció augmenta, disminuint els nivells de proteïnes. Tanmateix, com que la proteïna PER no pot unir-se directament a l'ADN, no influeix directament en la seva pròpia transcripció; alternativament, inhibeix els seus propis activadors. Després que el PER es produeix a partir de per ARNm, es dimeritza amb Timeless (TIM) i el complex entra al nucli i inhibeix els factors de transcripció de per i tim, l'heterodímer CLOCK / CYCLE. Aquest complex CLOCK/CYCLE actua com a activador transcripcional per i tim en unir-se a potenciadors específics (anomenats E-boxes) dels seus promotors. Per tant, la inhibició de CLK/CYC redueix els nivells d'ARNm per i tim, que al seu torn redueixen els nivells de PER i TIM. Ara, el criptocrom (CRY) és una proteïna sensible a la llum que inhibeix el TIM en presència de llum. Quan el TIM no es complexa amb PER, una altra proteïna, doble temps o DBT, fosforila el PER, dirigint-lo a la seva degradació.
En els mamífers, s'observa un bucle de retroalimentació negativa de transcripció-traducció anàloga. Traduït dels tres homòlegs de mamífers de drosophila-per, una de les tres proteïnes PER (PER1, PER2 i PER3) es dimeritza mitjançant el seu domini PAS amb una de les dues proteïnes criptocrom (CRY1 i CRY2) per formar un element negatiu del rellotge. Aquest complex PER/CRY es mou al nucli després de la fosforilació per CK1-epsilon (caseïna quinasa 1 epsilon) i inhibeix l'heterodímer CLK/BMAL1, el factor de transcripció que s'uneix a les caixes E dels promotors de tres per i dos cry per mitjà bàsic. dominis d'unió a l'ADN hèlix-bucle-hèlix (BHLH).
Els gens del període 1 i del període 2 dels mamífers tenen un paper clau en el fotoengranatge del rellotge circadià als polsos de llum. Això es va veure per primera vegada el 1999 quan Akiyama et al. va demostrar que mPer1 és necessari per als canvis de fase induïts per l'alliberament de llum o glutamat. Dos anys més tard, Albrecht et al. van trobar proves genètiques per donar suport a aquest resultat quan van descobrir que els mutants mPer1 no són capaços d'avançar el rellotge en resposta a un pols de llum nocturna (ZT22) i que els mutants mPer2 no són capaços de retardar el rellotge en resposta a una llum nocturna primerenca. pols (ZT14). Per tant, mPer1 i mPer2 són necessaris per al restabliment diari del rellotge circadià als senyals de llum ambiental normals.
per també s'ha implicat en la regulació de diversos processos de sortida del rellotge biològic, inclosa l'activitat d'aparellament i la resposta a l'estrès oxidatiu, mitjançant experiments de mutació i eliminació.
Drosophila melanogaster té una variació natural en les repeticions de Thr-Gly, que es produeix al llarg d'un clinat de latitud. Les mosques amb 17 repeticions Thr-Gly es troben més freqüentment al sud d'Europa i 20 repeticions Thr-Gly es troben més freqüentment al nord d'Europa.